# Supercopa Brasileira de Voleibol de 2023
A Supercopa Brasileira de Voleibol de 2023, oficialmente Supercopa BET7K por questões de patrocínio, foi a 9.ª edição desta competição anual organizada pela Confederação Brasileira de Voleibol (CBV). A decisão feminina ocorreu no dia 3 de novembro, enquanto a masculina foi disputada em 10 de novembro, ambas sediadas em Belo Horizonte, Minas Gerais.

## Fórmula de disputa
A competição foi disputada em jogo único, para ambos os naipes (masculino e feminino).

## Equipes participantes
As seguintes equipes se qualificaram para a Supercopa de 2023:

### Feminino
| Equipe             | Cidade         | Qualificação                            | Última participação |
| ------------------ | -------------- | --------------------------------------- | ------------------- |
| Dentil/Praia Clube | Uberlândia     | Campeão da Superliga Série A de 2022–23 | 2021                |
| Gerdau/Minas       | Belo Horizonte | Campeão da Copa Brasil de 2023          | 2022                |

### Masculino
| Equipe               | Cidade              | Qualificação                            | Última participação |
| -------------------- | ------------------- | --------------------------------------- | ------------------- |
| Sada Cruzeiro Vôlei  | Contagem            | Campeão da Superliga Série A de 2022–23 | 2022                |
| Farma Conde/São José | São José dos Campos | Vice-campeão da Copa Brasil de 2023     | Estreante           |

## Resultados

### Feminino
| 3 de novembro 21:00 Relatório AQ | Dentil/Praia Clube | 2 — 3                         | Gerdau/Minas   | Arena Hall, Belo Horizonte Árbitro(s): SP Flávio Campos SP André Ferreira Calado MG Diego Maurício Dantas (AV) |
| 3 de novembro 21:00 Relatório AQ | 19 26 22 25 12     | Set 1 Set 2 Set 3 Set 4 Set 5 | 25 24 25 21 15 | Arena Hall, Belo Horizonte Árbitro(s): SP Flávio Campos SP André Ferreira Calado MG Diego Maurício Dantas (AV) |

### Masculino
| 10 de novembro 21:30 Relatório AQ | Sada Cruzeiro Vôlei | 2 — 3                         | Farma Conde/São José | Arena Hall, Belo Horizonte Árbitro(s): ES Rogério Cesar Espicalsky DF George Hideyuki Kuroki Júnior MG Luiz Henrique Coutinho de Oliveira (AV) |
| 10 de novembro 21:30 Relatório AQ | 24 25 20 25 13      | Set 1 Set 2 Set 3 Set 4 Set 5 | 26 23 25 20 15       | Arena Hall, Belo Horizonte Árbitro(s): ES Rogério Cesar Espicalsky DF George Hideyuki Kuroki Júnior MG Luiz Henrique Coutinho de Oliveira (AV) |

## Premiações
| Supercopa Feminina de 2023        |
| --------------------------------- |
| Campeão Gerdau/Minas (1.º título) |

| Elenco |
| --- |
| Francine Tomazoni, Caroline Gattaz, Giovana Guimarães, Victoria Castelloes, Priscila Daroit, Thaísa Daher, Nyeme Costa, Júlia Kudiess, Kisy Nascimento, Jenna Gray, Annie Mitchem, Stephany Miguel, Luiza Vicente, Yonkaira Peña, Rebeca Camile |
| Técnico |
| Nicola Negro |

| Supercopa Masculina de 2023               |
| ----------------------------------------- |
| Campeão Farma Conde/São José (1.º título) |

| Elenco |
| --- |
| Leonam Pontes, Bryan Boll, Rogério Batista, Matheus Brasília, Bernardo Chassot, Gustavo Cardoso, Geovane Kuhnen, Matheus Bispo, João Franck, Lucas Barreto, Douglas Souza, Luis Henrique Talledo, João Cornelsen, Mario Quesada, Felipe Roque, José Ademar Santana, Gabriel Negrão |
| Técnico |
| Carlos Schwanke |